# Lepidodactylus ranauensis
Lepidodactylus ranauensis este o specie de șopârle din genul Lepidodactylus, familia Gekkonidae, descrisă de Hidetoshi Ota și Hikida 1988. Conform Catalogue of Life specia Lepidodactylus ranauensis nu are subspecii cunoscute.